# Liste der Monuments historiques in Villy (Ardennes)
Die Liste der Monuments historiques in Villy führt die Monuments historiques in der französischen Gemeinde Villy auf.

## Liste der Immobilien
| Bezeichnung   | Beschreibung | Standort                 | Kennzeichnung | Schutzstatus | Datum | Bild           |
| ------------- | --- | ------------------------ | ------------- | ------------ | ----- | -------------- |
| Werk La Ferté | Infanteriewerk der Maginot-Linie, 1935 erbaut, 1940 durch deutsche Truppen erobert; auch auf dem Gebiet von La Ferté-sur-Chiers | südlich des Ortes (Lage) | PA00078542    | Inscrit      | 1980  | weitere Bilder |